# 沙特阿美
沙特阿拉伯国家石油公司（阿拉伯語：أرامكو السعودية），通称沙特阿美（Saudi Aramco，源自前称阿拉伯-美国石油公司），是沙特阿拉伯的国家石油公司，世界上最大的综合性能源和化学品公司之一，目前是世界上探明储量最大的石油公司，总部设在宰赫兰。公司拥有全世界最大的陆上油田——加瓦尔油田，以及最大的海上油田——薩法尼亞油田。

## 历史

### 初创期
沙特阿美公司的起源可以追溯到第一次世界大战后的石油短缺，1933年5月29日，沙特阿拉伯与美国加州标准石油公司签署了一项特许协议，允许加州标准石油公司的全资子公司加利福尼亚 - 阿拉伯标准石油公司（California-Arabian Standard Oil，缩写CASOC）在沙特阿拉伯勘探石油。1936年，德克萨斯石油公司购买了该公司的50％股份。

该公司于1935年展开石油勘探工作，但收效甚微。1938年，公司首席地质师、美国地质学家马克斯·斯坦尼克在一座名为杰百勒·宰贺兰的山上钻探达曼7号井。这一次勘探成就了许多个世界石油勘探史的第一，并最终发现了世界上最大的原油来源。达曼7号油井（被命名为“繁荣之井”）实现商业采油，为沙特阿美公司以及沙特阿拉伯的未来发展奠定了基础。

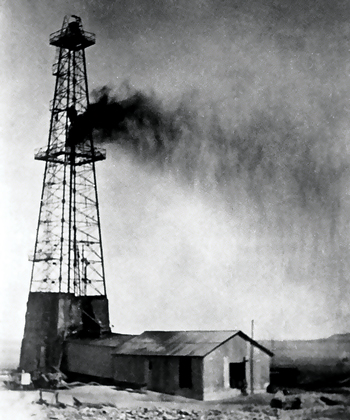
达曼7号油井，1938年3月

### 阿拉伯-美国石油公司时期
1943年，加利福尼亚 - 阿拉伯标准石油公司名称改为阿拉伯-美国石油公司（Arabian-American Oil Company，缩写Aramco）。此外，在石油开采后，双方对原始特许权进行了多次修改。1939年，第一次修改给了阿美石油公司更大面积的石油勘探地区，并延长了特许权，直到1949年，原来的交易增加了六年。1950年12月，双方达成一致，阿美公司利润将与沙特王室五五分成。
1949年，阿美石油公司原油产量达到每天50万桶。1950年，建成了当时世界最长的输油管道“跨阿拉伯输油管道”，大大缩短了向欧洲出口石油的时间和成本。1951年，经过两年在波斯湾浅水区的勘探，发现了世界上最大的海上油田薩法尼亞油田。1958年，阿美石油公司的原油产量超过了100万桶。1962年，其原油累计产量达50亿桶。

### 国有化
随着阿美石油公司的日益壮大，沙特阿拉伯谋求对其更大的控制权。1973年，沙特阿拉伯政府取得了阿美石油公司25%的股份，并在第二年将股份占比提高到60%。1980年，沙特阿拉伯政府将其在阿美公司的股份权益提升至100%。1988年，隶属于国家石油部的沙特阿拉伯国家石油公司（沙特阿美）正式成立，接管原阿美石油公司的所有业务，1989年3月，增设最高理事会，理事会主席由沙特国王兼任。沙特阿美开始从单一的石油生产和出口公司转型成为产油、炼油一体化的巨型石油企业。

### 全球化扩张
1990年代开始，沙特阿美逐步在全球范围内拓展业务，进行跨国投资。1991年，收购韩国双龙炼油公司（后更名为S-Oil）35%的股份。1994年，收购菲律宾最大的原油炼制和销售商佩特龙公司40%的股份。
2019年3月28日，沙特阿美斥資691億美元向沙特主權財富基金公共投資基金（PIF）收購沙基工業股份（SABIC）70%股權。
2019年8月12日，沙特阿美斥資150億美元（含債務）收購印度信實工業石油和化學品業務20%股權。
2019年12月，沙特阿美通过IPO筹集了256亿美元，創下史上金額最大IPO記錄。12月11日，阿美在沙特证券交易所正式挂牌交易。截至当日收盘，沙特阿拉伯国家石油公司市值达1.88兆美元，超越苹果公司刷新全球上市公司市值纪录。

## 业务运营
- 全球总部：沙特阿拉伯宰赫兰
  - 美洲总部（美国休斯顿）
  - 欧洲总部（荷兰海牙）
  - 亚洲总部（中国北京）

### 合资公司
- 沙烏地阿拉伯：沙特基础工业公司、萨达拉化学公司、沙特阿美美孚炼油公司、沙特阿美壳牌炼油公司、沙特阿美道达尔炼油化工公司、延布阿美中石化炼油公司
- ：现代石油公司（17%）、S-Oil公司
- 日本：出光兴产株式会社（7.7%）、拉比格炼油石化公司
- 美国：莫迪瓦公司
- 中国：中石化福建森美石油有限公司、福建联合石油化工有限公司、华锦阿美石油化工有限公司
- 荷蘭：阿朗新科

### 研发中心
- 达兰总部研发中心（R&DC）、EXPEC高级研究中心（EXPEC ARC）
- 阿卜杜拉国王科技大学（KAUST）研究中心
- 苏格兰阿伯丁技术办公室
- 北京研发中心
- 底特律、休斯顿、波士顿研发中心
- 巴黎燃料研究中心
- 韩国科学技术院（KAIST）大田二氧化碳管理合作中心
- 荷兰代尔夫特理工大学技术办公室
- 莫斯科创新研发中心

### 油库
阿美石油的油库主要在沙特境内的以下城市:
- 阿布哈（Abha）
- 达兰（Dhahran）
- 杜巴（Duba）
- 阿尔哈萨（Al-Hasa）
- 阿尔焦夫（Al-Jawf）
- 吉达（Jiddah）
- 纳吉兰（Najran）
- 卡提夫（Qatif）
- 卡西姆（Qassim）
- 拉比格（Rabigh）
- 利雅得（Riyadh）
- 萨法尼亚（Safaniya）
- 阿尔苏拉伊尔（Al-Sulayyil）
- 塔卜克（Tabuk）
- 图赖夫（Turaif）
- 延布（Yanbu）

### 沙特国内炼油厂
- 吉达（Jeddah）
- 拉斯塔努拉（Ras Tanura）
- 利雅得（Riyadh）
- 延布（Yanbu）

### 沙特国内合资炼厂
- 培特拉宾（Petro Rabigh）
- 阿美埃克森美孚合资炼厂（SAMREF）
- 阿美壳牌合资炼厂（SASREF）
- 沙道普（SATORP）
- 延沙石化（YASREF）

### 国际合资炼厂
- 福建联合石油化工有限公司
- 昭和壳牌石油公司
- 莫迪瓦（Motiva）
- 埃斯奥伊（S-OIL）

### 码头终端
- 杜巴（Duba）
- 吉赞（Jazan）
- 吉达（Jiddah）
- 朱艾玛（Ju'aymah）
- 拉斯塔努拉（Ras Tanura）
- 拉比格（Rabigh）
- 延布（Yanbu）

### 石油运输
阿美石油为了将石油和天然气运输到不同的目的地成立了运输企业Vela International Marine，一家阿美石油的子公司，负责处理向北美，欧洲和亚洲的业务航运。它是King Salman Global Maritime Industries Complex的一个利益相关者，这个造船厂在完成后将成为世界上最大的船厂。